# إس بي جي-9

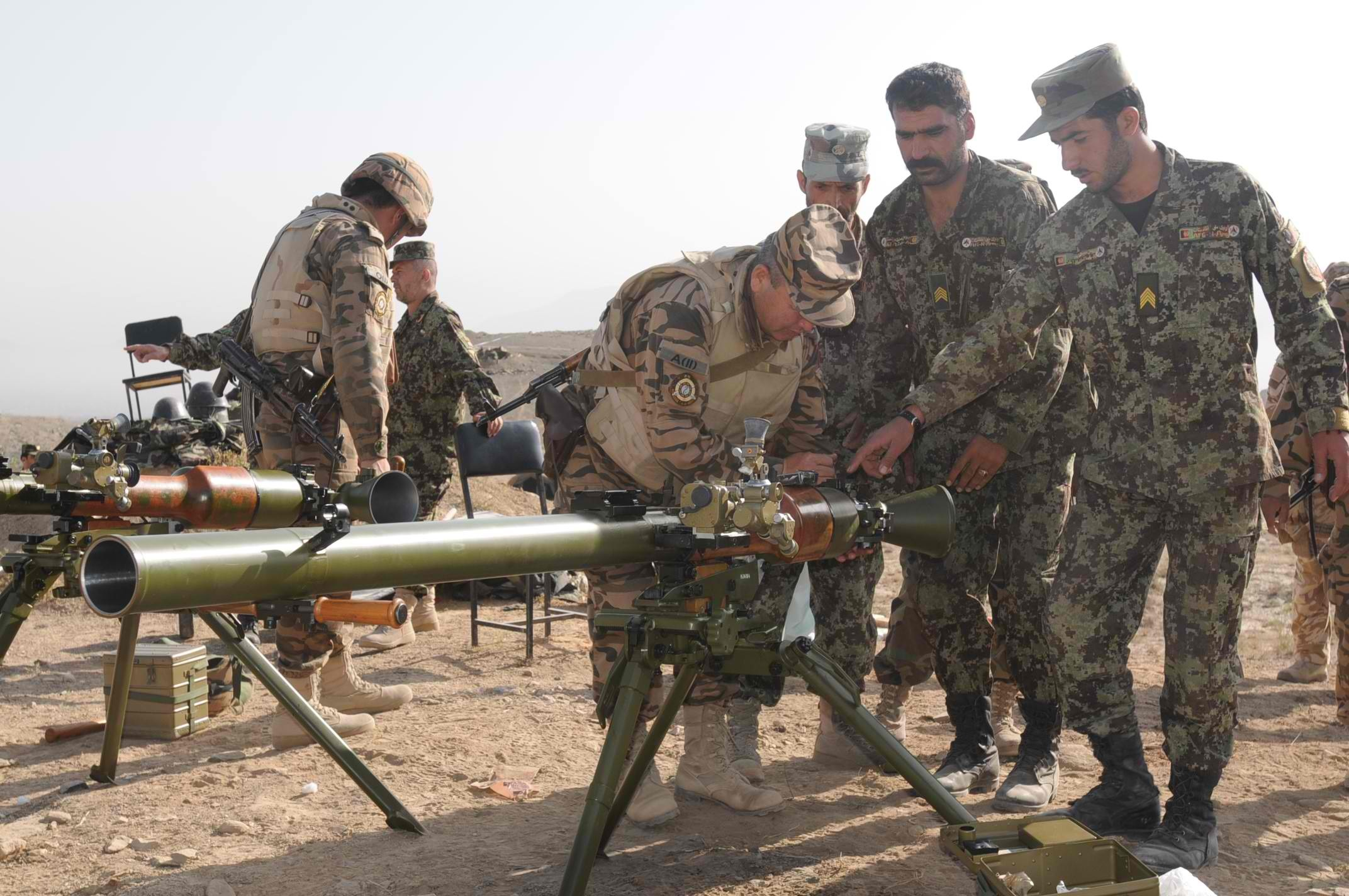
أحد أعضاء فريق التدريب المنغولي المتنقل يراجع مدفع إس بي جي-9 عديم الارتداد مع جنود الجيش الوطني الأفغاني قبل عرض الأسلحة بالذخيرة الحية, 2 سبتمبر, في ميدان الأسلحة المعسكر بالقرب من مدرسة دارولامان للمشاة في كابول, أفغانستان. تتخصص MTT في أنظمة المدافع عديمة الارتداد إس بي جي-9 وتدريب جنود الجيش الوطني الأفغاني في مدرسة المشاة.

إس بي جي-9 هو مدفع ثلاثي القوائم عيار 73 ملم عيار 73 ملم طوره الاتحاد السوفيتي . إنها تطلق مقذوفات HE وهيت مثبتة الزعانف ومدعومة بالصواريخ مماثلة لتلك التي أطلقتها 73 مم 2A28 مدفع غروم ذو الضغط المنخفض للمركبة المدرعة بي إم بي-1. تم قبولها في الخدمة في عام 1962, لتحل محل بندقية B-10 عديمة الارتداد.

## استخدام القتال
تم استخدام إس بي جي-9 من قبل الجانبين خلال حرب ترانسنيستريا, مع مقتل قتالي واحد على الأقل: تم تدمير تي-64 BV من قوات حفظ السلام الروسية باستخدام SPG.

## المستخدمون
- جنود رومانيون مع AG-9 (مرخص له بتصنيع إس بي جي-9) في وضع السفر.
  -  افغانستان[2]

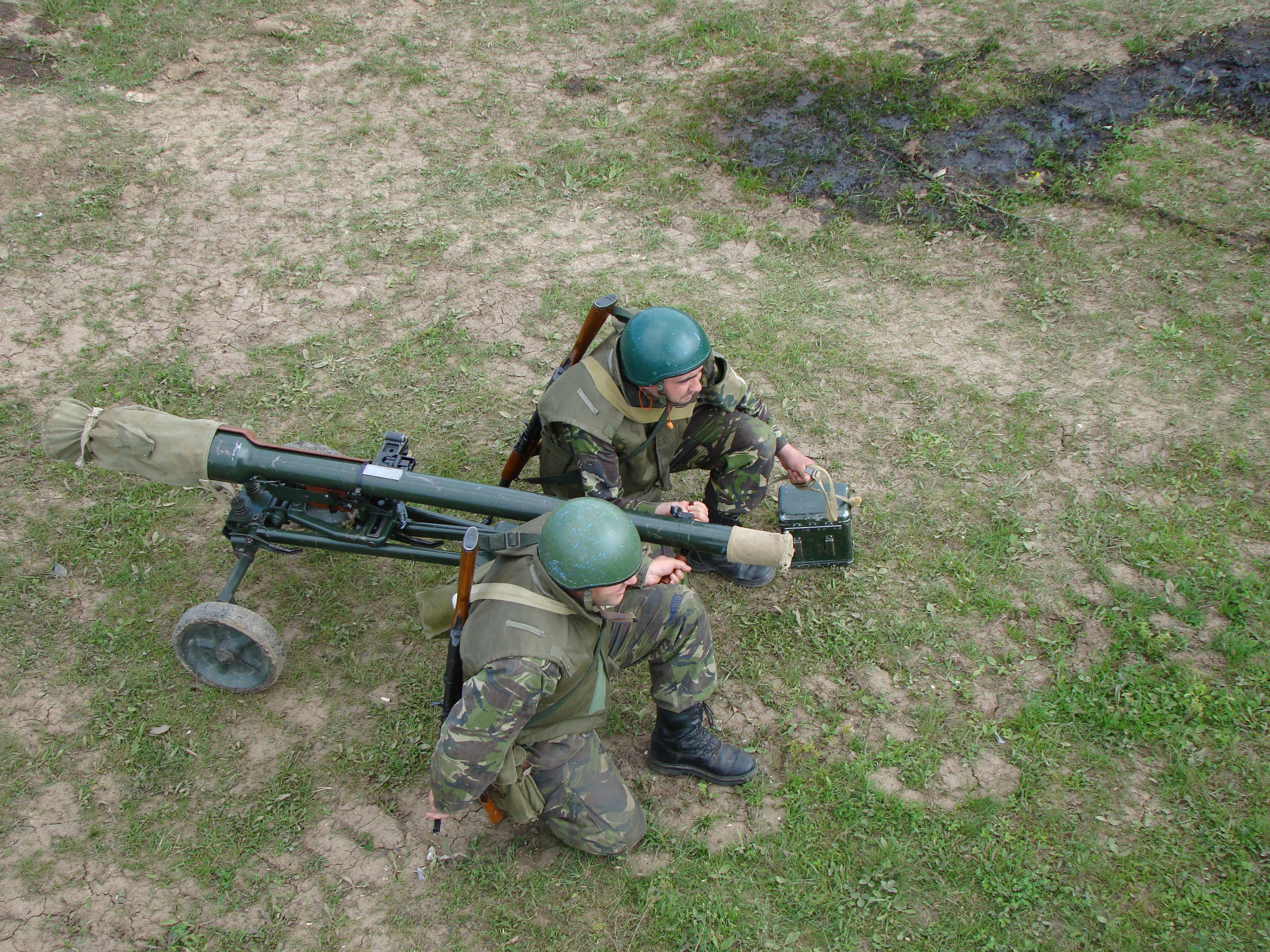
جنود رومانيون مع AG-9 (مرخص له بتصنيع إس بي جي-9) في وضع السفر.

  -  بلغاريا: manufactured locally as Arsenal ATGL[3]
  -  جمهورية إفريقيا الوسطى[4]
  -  جمهورية الكونغو الديمقراطية[5]
  -  جورجيا[6]
  -  إيران: AMIG SPG-9[3]
  -  العراق[7]
    -  كردستان العراق[8]

  -  قرغيزستان
  -  ليبيا
  -  مالي[9]
  -  مولدوفا
  -  رومانيا: RomArm AG-9[3]
  -  روسيا
  -  السودان[10]
  -  جنوب السودان
  -  أوكرانيا,[8] يستخدم أيضاً من قبل ميليشيا دونباس الشعبية[8]
  -  فيتنام[11]SPG-9T2

### الجهات الفاعلة غير الحكومية
- -  تنظيم الدولة الإسلامية[8]
  - جيش الرب للمقاومة[12]
  - حزب العمال الكردستاني[13]
  -  الحركة الشعبية لتحرير السودان المعارضة[8]
  - الحركة الشعبية لتحرير السودان - الشمال[10]
  - الجيش السوري الحر[14]
  - طالبان[15][16]